# Vāsheqeh
Vāsheqeh (persiska: واشِقان, واشَقان, واشقان, وَشغَن, Vāsheqān, واشقه) är en ort i Iran.   Den ligger i provinsen Markazi, i den centrala delen av landet, 190 km sydväst om huvudstaden Teheran. Vāsheqeh ligger 2 225 meter över havet och antalet invånare är 129.
Terrängen runt Vāsheqeh är huvudsakligen kuperad, men åt sydväst är den platt. Runt Vāsheqeh är det glesbefolkat, med 20 invånare per kvadratkilometer. Närmaste större samhälle är Tafresh, 18,2 km öster om Vāsheqeh. Trakten runt Vāsheqeh består i huvudsak av gräsmarker.